# Schatz von Berthouville

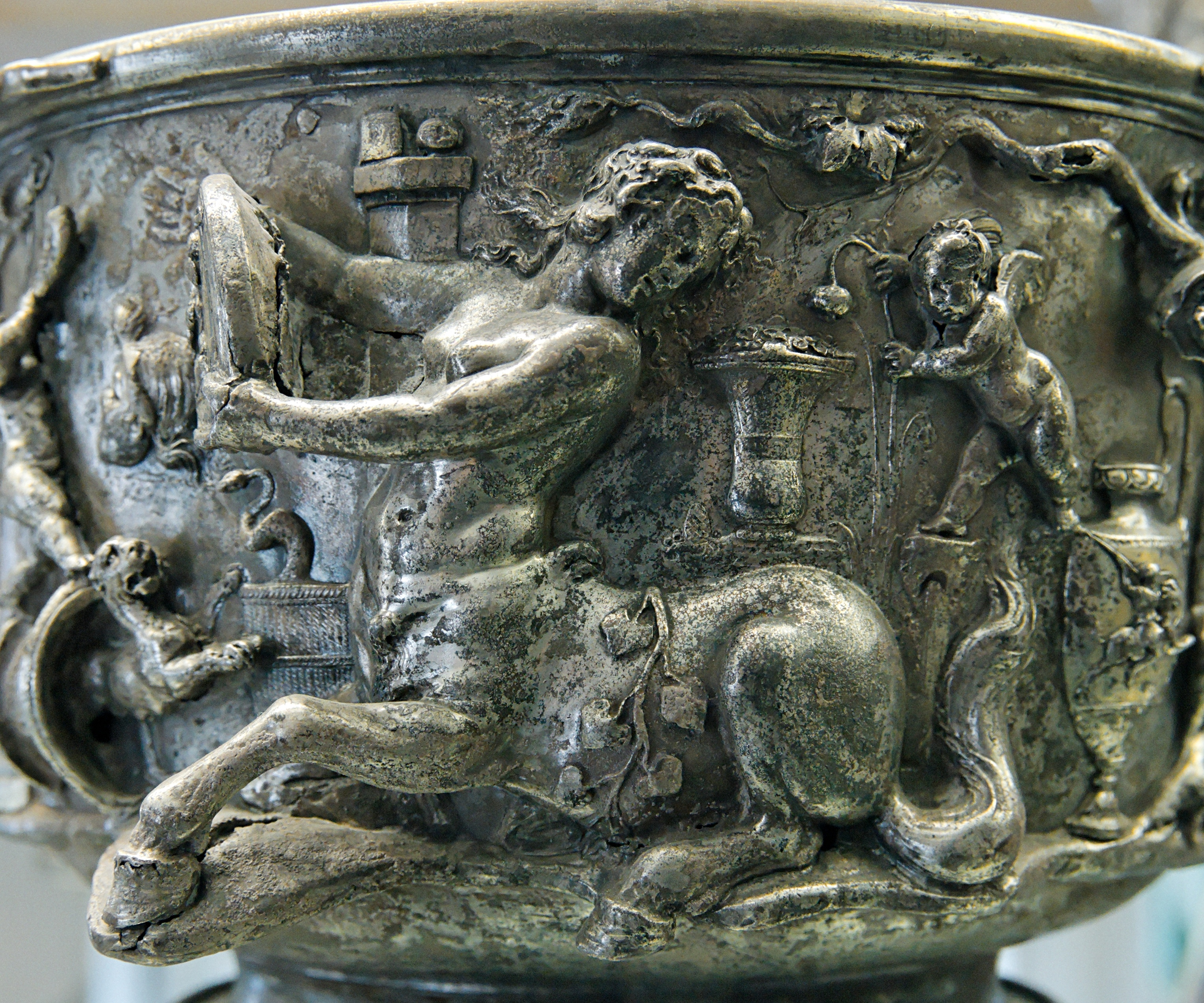
Darstellung eines Kentauren auf einem der „Kentaurenbecher“ des Schatzes von Berthouville

Der Schatz von Berthouville ist ein Fund von Silberobjekten aus dem 2. Jahrhundert, der 1830 in Villeret (Canetonum) in der Nähe von Berthouville im Département Eure in der Normandie entdeckt wurde und heute zur Sammlung des Cabinet des Médailles der Bibliothèque nationale de France in Paris gehört.

## Forschungsgeschichte
Am 21. März 1830 fand der Landwirt Prosper Taurin († 1865) im Weiler Villeret auf seinem Acker eine Steinplatte und darunter 69 silberne Gegenstände, vor allem Trinkgefäße mit historischen und mythologischen, griechischen Motiven, aus getriebenem, vergoldetem und ziseliertem Silber, die zu einem Tempel gehörten, der dem Mercurius von Canetonum geweiht war. Die Gallier haben Teutates häufig mit Mercurius gleichgesetzt.

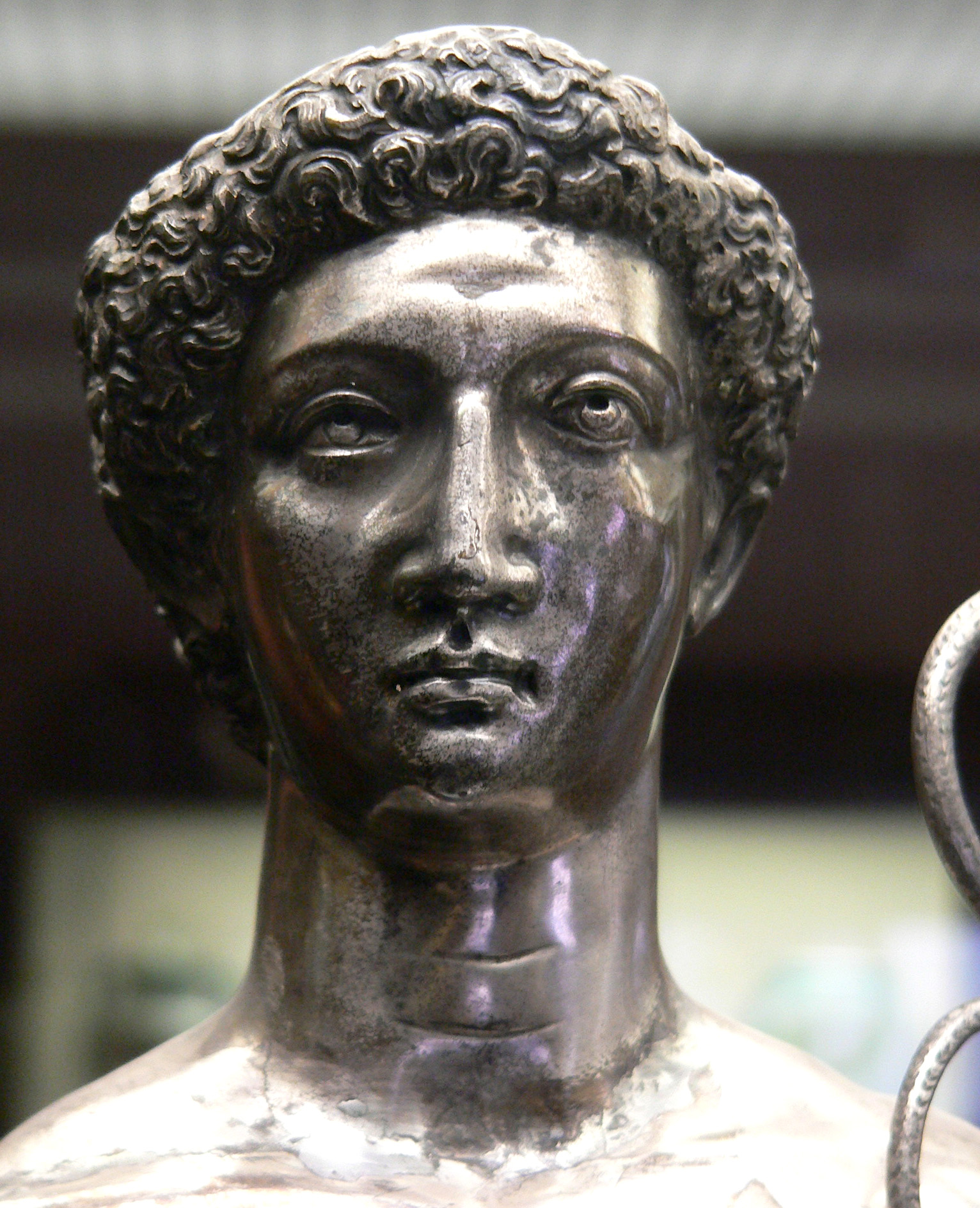
Mercurius von Canetonum

Prosper Taurin zeigte Auguste Le Prévost die Funde. Der nummerierte sie, ließ sie zeichnen und schrieb über sie in der Zeitung Journal de Rouen (heute Paris Normandie). Ein paar Monate nach der Entdeckung kaufte der französische Staat die Fundstücke für 15000 Francs.
Die Äcker in Villeret wiesen auf ein altes Bauwerk hin. Dort, wo sich die Mauern des Tempels befunden hatten, wurden die Pflanzen schneller gelb, weil die Wurzeln nicht so tief reichen konnten. Ein Archäologe aus Bernay, Le Métayer-Masselin, kam 1861 nach Villeret und begann dort eine Ausgrabung. Er fand Mauerreste von Gebäuden und einige Münzen und Vasen. Als während seiner Abwesenheit durch Anwohner Steine von den Fundstellen entwendet und als Baumaterial verwendet wurden, fertigte er Zeichnungen der gefundenen Mauern an, die jedoch kaum zu gebrauchen waren. Die Besitzerin des Grundstücks verklagte Le Métayer-Masselin schließlich. Auch wenn das Gericht von Bernay gegen sie entschied, mussten die Grabungen beendet werden.
Als Ernest Babelon, der Leiter des Cabinet des Medailles, eine Monographie über die Funde in Villeret schreiben wollte, organisierte er eine erneute Ausgrabung. Finanziert wurde sie von Arthur Join-Lambert (1839–1917). Sie beauftragten Camille de la Croix, der 1896 die Fundamente von vier antiken römischen Tempeln aus unterschiedlichen Epochen fand.
Seit Dezember 2010 wurde der Schatz von Berthouville im J. Paul Getty Museum in Malibu untersucht und restauriert und 2014–2015 in einer Ausstellung präsentiert.

## Der Fundort und seine Bauwerke

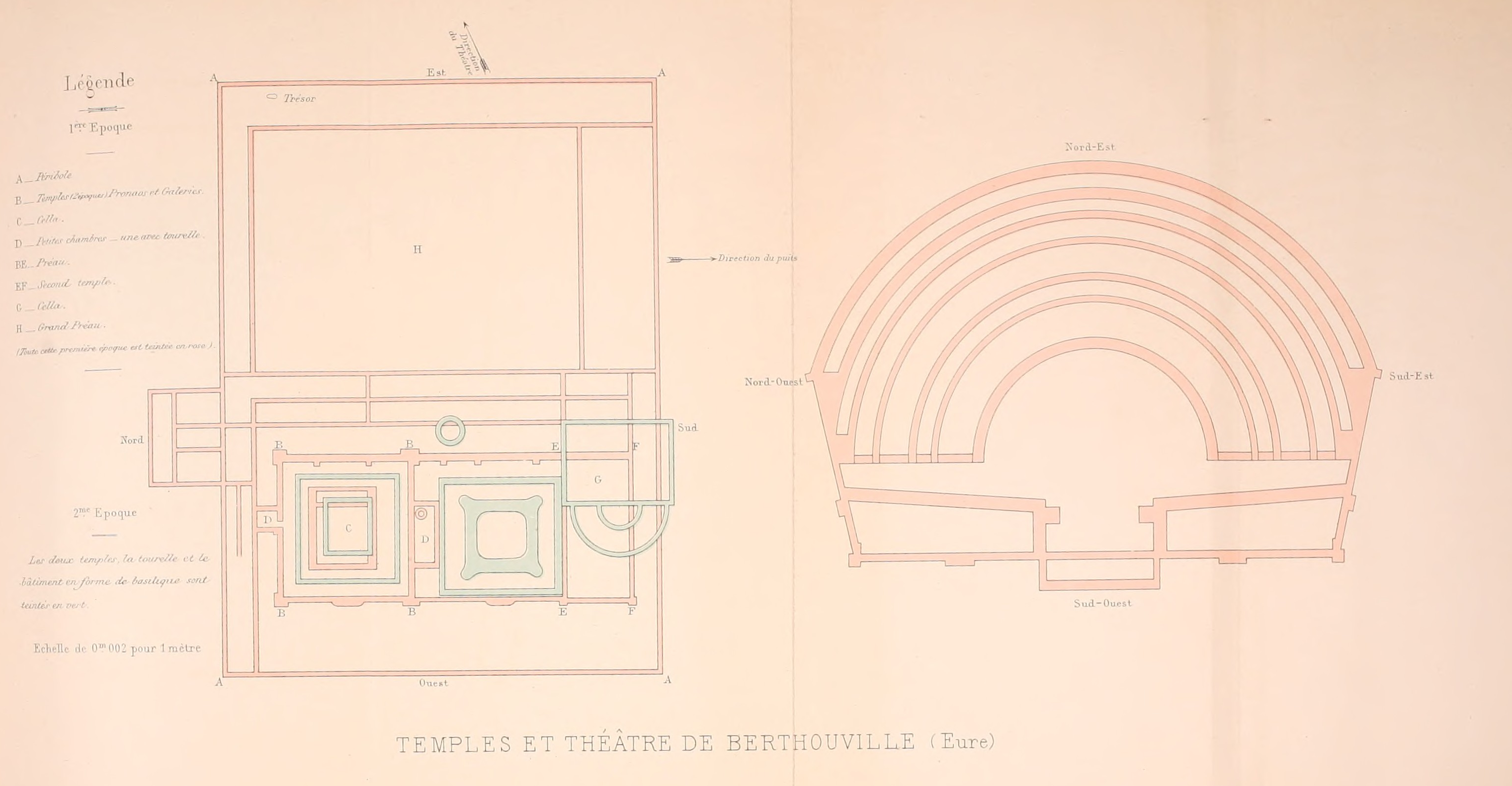
Grundriss der Tempel und des Theaters von Camille de la Croix

Die Ruinen befinden sich auf einem etwa 6 Hektar großen Areal. Das quadratische Areal von 4600 m² des Tempelbezirks war von einem Wall umgeben. Die Cella (innerer Hauptraum) des größeren Tempels war 100 m² groß und durch eine Mauer geteilt. Der Pronaos (Vorhalle) war etwa 400 m² groß, an seiner Nord und Südseite waren zwei kleine Kammern. Der große Tempel war der Göttin Maia, der Mutter des Mercurius gewidmet und umschloss den kleineren Mercuriustempel. Der Mercuriustempel war 24 × 6 m und sein Pronaos 12,1 × 8,4 m groß. Um die Gebäude herum lief ein Portikus, der mit weißen Steinen gepflastert war. Diese beiden ältesten Tempel stammen aus dem 1. Jahrhundert und waren wahrscheinlich in der zweiten Hälfte des 3. Jahrhunderts durch die Franken und Alamannen zerstört worden, die um 275 in Gallien einfielen (siehe Reichskrise des 3. Jahrhunderts). Dabei wurde der Silberschatz, der zum Mercuriustempel gehörte, in seinem Versteck deponiert und bei dem späteren Wiederaufbau der beiden Tempel nicht entdeckt. Le Métayer-Masselin fand Stücke von rötlichem Marmor, der aus dem Marmorsteinbruch in Vieux (Calvados) stammte.
Wann genau die neuen Tempel wieder aufgebaut wurden, lässt sich nicht sagen. Die neuen Bauten stehen fast an den gleichen Plätzen wie die alten Tempel, benutzen jedoch nicht die gleichen Fundamente. Einer der neuen Tempel hatte eine quadratische Cella und einen Pronaos. Le Métayer-Masselin fand dort Reste von Wandbemalung, nämlich Blätter, Blumen und Früchte. Nordöstlich dieses Tempels befand sich ein Turm mit 3,1 m innerem Durchmesser. Damit war der Turm größer als das Türmchen bei dem alten Tempel, das nur 0,6 m inneren Durchmesser aufwies. Ansonsten waren die neuen Tempel kleiner als die alten. Die neuen Tempel wurden im 5. Jahrhundert niedergebrannt. Später wurde das Gelände als Nekropole genutzt. Die ärmlichen Urnengräber fand man in einer jüngeren Schicht, über den Gebäuderesten.
In einem Brunnen, der 90 m von den Tempeln entfernt lag und im Mittelalter zum Abbau von Mergel benutzt worden war, fand man in 70 m Tiefe einen römischen Schlüssel.
In der Nähe der Tempel befand sich eine Weggabelung von Römerstraßen. Eine verband Rouen (Rotomagus) über Brionne (Breviodurum) mit Lisieux (Noviomagus), eine weitere verband Le Vieil-Évreux (Gisacum) über Lisieux mit Vieux (Aregenua) und eine kleinere Römerstraße führte von Morsan nach Bernay.
Östlich der Tempel fand man ein römisches Theater, die halbrunde westliche Fassade war 65,5 m lang und die Orchestra 29,3 m. Das Theater war im 1. Jahrhundert erbaut worden, in der zweiten Hälfte des 3. Jahrhunderts zerstört und im Gegensatz zu den Tempeln nicht wieder aufgebaut worden. Es bot Platz für etwa 5000 Menschen.
Da man weder an jenem Ort noch in Villeret, das aus dem Mittelalter stammt, Reste einer römischen Siedlung gefunden hat, ging Babelon davon aus, dass Canetonum nur aus einer Villa, den Tempeln, dem Theater und einem Forum bestand, wo sich an bestimmten Tagen die Leute aus den umliegenden Siedlungen trafen, um Markt zu halten und Recht zu sprechen. Von der Villa fand man am westlichen Rand der heutigen Siedlung Villeret nur ein paar römische Scherben und Reste einer römischen Fußbodenheizung (Hypokaustum). Es wurde keine Nekropole aus gallo-römischer Zeit gefunden.
Adolphe-André Porée (1848–1939), der den Platz der Ausgrabung besucht hatte, schrieb 1896, dass die Ruinen ihn sehr an die Ruinen von Sanxay erinnerten, allerdings in kleineren Dimensionen. Wie Sanxay befand sich auch Canetum am Rande eines Siedlungsgebietes eines keltischen Stammes. Im Falle von Canetum waren das die Lexovii, die westlich der Seinemündung lebten und Lisieux als Hauptstadt hatten. Der nahe Fluss Risle war die Grenze zum Siedlungsgebiet der Eburovices, deren Hauptstadt Évreux war, und der Velicasses mit der Hauptstadt Rouen.
Die Straße, die zum Fundort führt, heißt heute Rue du Trésor (‚Straße des Schatzes‘). Ansonsten ist durch die langjährige landwirtschaftliche Nutzung des Geländes nichts mehr von den Ruinen zu erkennen. Auf Luftbildern sieht man allerdings noch den Grundriss der Gebäude.

## Die Objekte des Schatzes

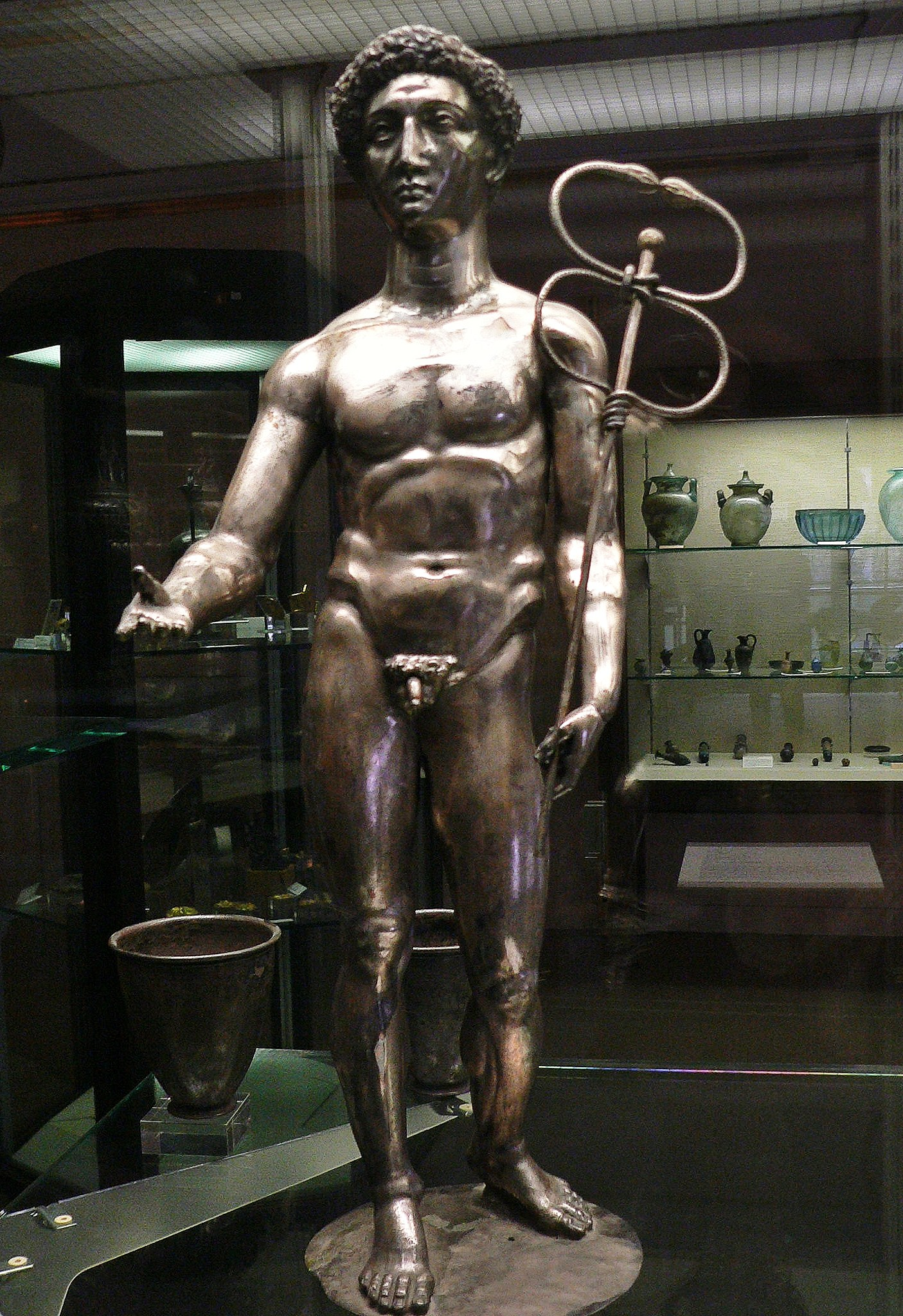
Mercuriusstatuette

Die meisten Fundstücke sind silberne Opfergaben für Mercurius. Die Namen der Spender und eine Widmung an Mercurius sind in die Opfergaben eingraviert, was interessant für die Namenforschung ist, denn hier treten sowohl römische als auch gallische Namen sowie Mischformen auf. Einer der Namen, Sollemnis, taucht auf dem „Marmor von Thorigny“ aus Vieux auf, der aus der gleichen Zeit stammt. Le Métayer-Masselin fand verschiedene gallische Münzen. Acht davon gelangten ins Cabinet des Medailles, vier Bronzemünzen der Lexovier, zwei Bronzemünzen der Velicasses, eine Münze der Eburovices und eine Münze der Belger. Er fand außerdem ein Sistrum aus Bronze, das 20 cm lang ist und sich heute im Musée d’archéologie nationale in Saint-Germain-en-Laye befindet.
Auf den Objekten werden immer wieder die Attribute des Mercurius dargestellt: der Ziegenbock, der Hahn, der Geldbeutel und der Hermesstab. Die traditionelle Kleidung des Mercurius besteht aus dem Petasos, einem Hut, der oft Flügel trägt, und geflügelten Sandalen.
1.+ 2. Zwei Mercuriusstatuetten, von denen die eine 57 cm hoch ist und einen stehenden Mercurius zeigt, der die rechte Hand nach vorn streckt und den vergoldeten Hermesstab in der linken Hand hält. Das obere Teil des Kopfes fehlt, die Reste einer Naht legen nahe, dass dort ein Petasos war.
3.–7. Zwei Mercuriusbüsten, die noch Spuren von Vergoldung aufweisen. Eine kleine Hand aus massivem Silber und zwei Schlangen aus gegossenem Silber und vier Weihrauchlöffel in verschiedenen Formen.
8. Drei Simpula, eine Art Kelle, mit der Wein geschöpft wurde, die das Wahrzeichen römischer Priester war. Auf einem Simpulum ist Mercurius, ein Bock und ein Baum eingraviert. Die punktförmig eingravierte Inschrift lautet: Mercurio. Augusto. Q. Domitius. Tutus. In das zweite Simpulum ist die Inschrift Mercurio. Aug. Combaromarus. Buolmini. Fil. V. S. L. M. eingraviert. Combaromarus ist ein gallischer Name. V.S.L.M. heißt Votum Solvit Lubens Merito, löste sein Versprechen ein.
9. Vier kleine Döschen ohne Inschrift oder Verzierung.
10.+11. Zwei silberne Scheiben, eine trägt die Inschrift: Deo. Mercurio. Kanetonnessi. C. Propert. Secundus. V. S. L. M., das heißt für den Gott Mercurius von Canetum von Propertus Secundus, der sein Versprechen einlöst. Der Rand der Scheibe ist mit Löwen und Masken verziert, in der Mitte ist ein Mann dargestellt, der von einem Löwen und einem Wolf angegriffen wird. Die andere Scheibe zeigt in ihrer Mitte einen goldüberzogenen Vogel, der Beeren isst und die Inschrift: Mercur. Aug. Sacrum. Germanissa. ViscariVSLM.
12. Eine Phiale, die von Germanissa gespendet worden war. Ihr Griff zeigt eine Frauenbüste und darunter eine Frau, die in der linken Hand ein Füllhorn und in der rechten Hand einen Hermesstab hält.

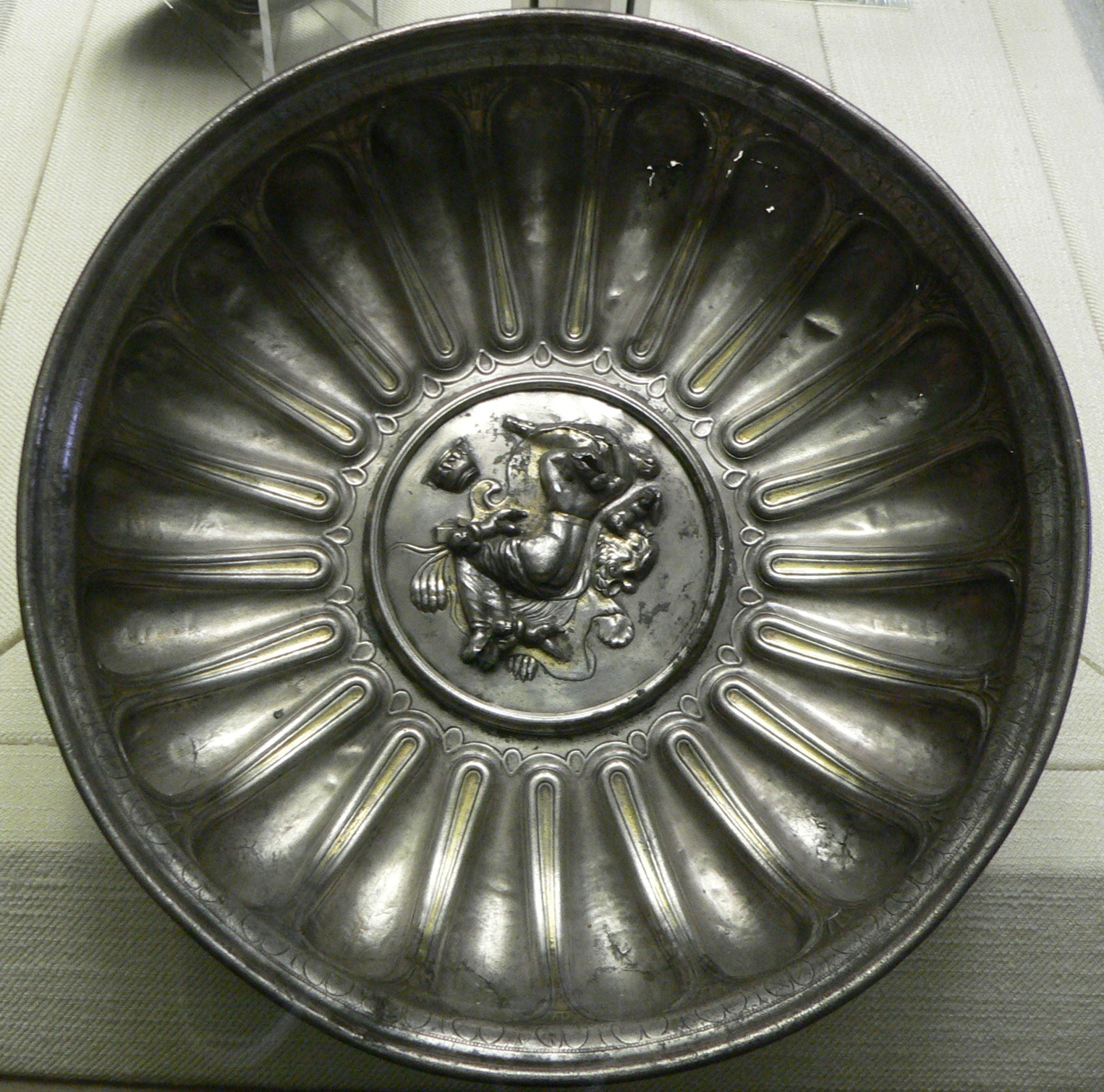
Schlafende Omphale auf einer Schale mit Godrons

13. Eine große Schale aus dem 1. Jahrhundert mit 28,5 cm Durchmesser und 5,58 cm
Höhe, die mit 21 nach außen getriebenen Godrons verziert ist und von Domitius Tutus gespendet worden war. Ihr dazugehöriger Bodeneinsatz wird unter 26. besprochen.
14. Eine Phiale aus dem 2. Jahrhundert, auf deren Boden Amor abgebildet ist, der neben einem Altar steht, in der rechten Hand eine Maske trägt und sich mit der Linken auf eine große Lyra stützt. Die Schale trägt die Inschrift: Mercurio. Aug. P. Aelius. P. Aeli. Numitoris. Libertus. Eutychus. V.S.L.M., das bedeutet, sie wurde von dem Freigelassenen Aelius Eutychus gestiftet. Ihr Bodeneinsatz wird ebenfalls unter 26. besprochen.
15. Eine große Phiale von 21,8 cm Durchmesser.

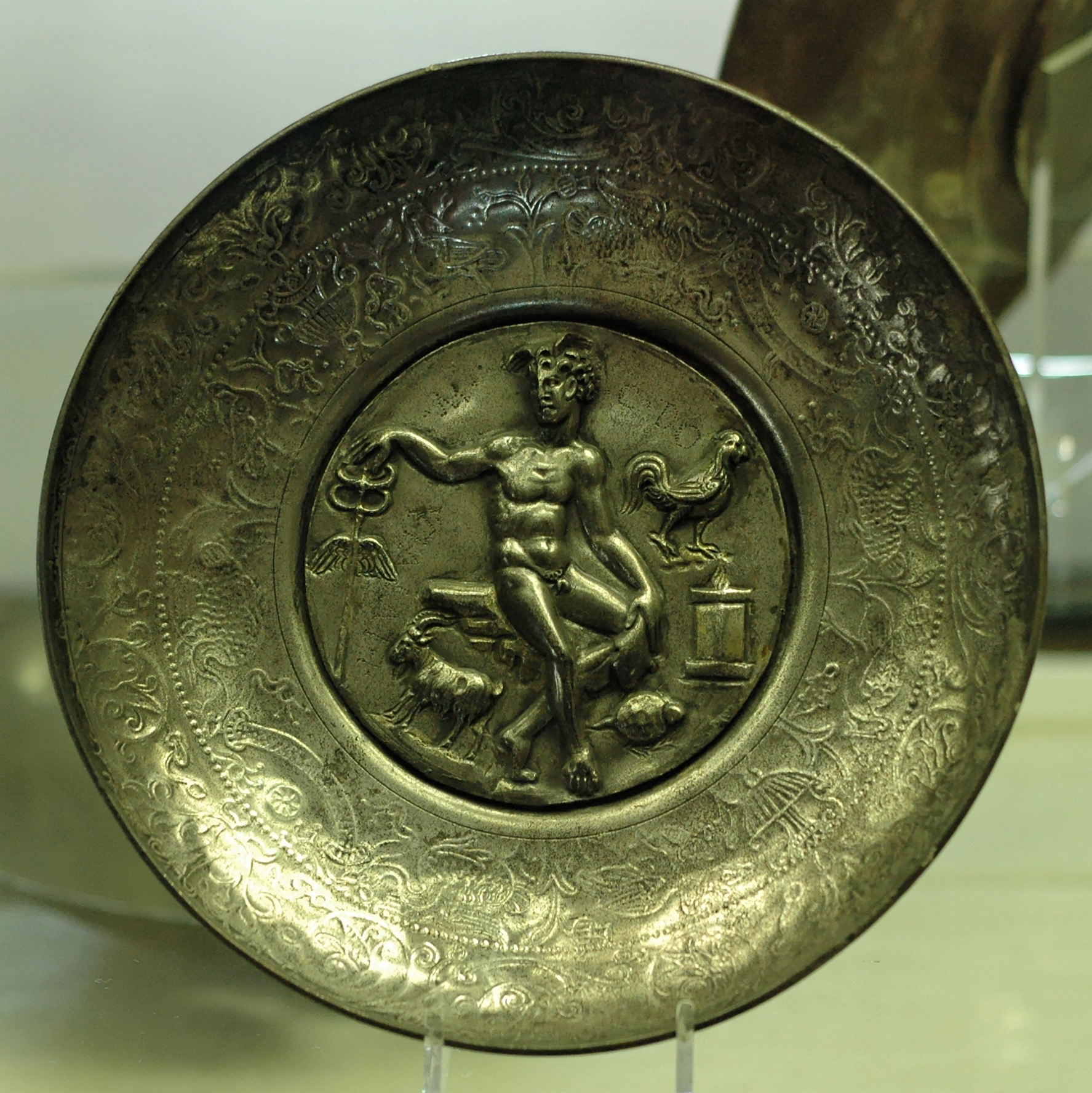
Sitzender Mercurius auf der Schale
von Lucia Lupula

16. Eine Phiale aus dem 2. Jahrhundert, die mit Arabesken von Vasen, Schlangen verschlingenden Ibissen, Blumen, Schmetterlingen, Reptilien, Girlanden und ähnlichem verziert ist. Auf ihrem Boden ist ein sitzender Mercurius dargestellt. Sein Kopf ist mit Flügeln verziert, er hält einen Hermesstab und zu seinen Füßen sitzt auf der einen Seite ein Bock, auf der anderen befindet sich ein Hahn. Daneben sind ein Altar und eine Schildkröte dargestellt. Eine Inschrift besagt: L. Lupula. M. C. Do. und wurde von Le Prévost als Lucia Lupula Mercurio Caneto Donat interpretiert.
17.–23. Acht Phialen, davon eine mit Fuß und drei mit Griff, eine mit der Inschrift Q. Lucanius. Blaesus. Ex Stipe. (Ex Stipe bedeutet, dass die Schale auf Grund einer Kollekte gespendet wurde), und eine mit Blattwerk und Schlangenköpfen verzierte Phiale, die die Inschrift Merio. Caneto. Epaticcus. d. s. o. trägt.
24. Zwei Phialen, die mit ziselierten Reben und Weintrauben geschmückt sind, die sich um Obelisken winden und von Vögeln aufgepickt werden. Sie tragen Reste von Vergoldung und die Inschrift Deo. Merc. Can. Decir. Lupercus. Ex Test. Pac. Dociris. PII. PII ist eine Gewichtsangabe. Pondus war das lateinische Wort für Pfund. Solche Gewichtsangaben finden sich auch auf den Trinkschalen 15 und 21.
25. Zwölf Phialen ohne Inschriften.
26. Vier verzierte Emblemata, Scheiben, die als Boden in Trinkschalen eingesetzt worden waren. Die erste Scheibe zeigt Mercurius mit dem Hermesstab in der linken Hand und dem Geldbeutel in der Rechten. Vor der Figur steht eine mit einer Girlande umwundene Säule auf der ein Hahn sitzt. Ihr gegenüber steht eine weitere Säule auf der eine Schildkröte sitzt und daneben ist ein Bock. Auf der zweiten Scheibe stützt sich Mercurius mit der linken Hand auf den Hermesstab die rechte Hand hält ein Gewand fest, das um Mercurius' Hüfte geschlungen ist und an dem eine Geldbörse hängt.

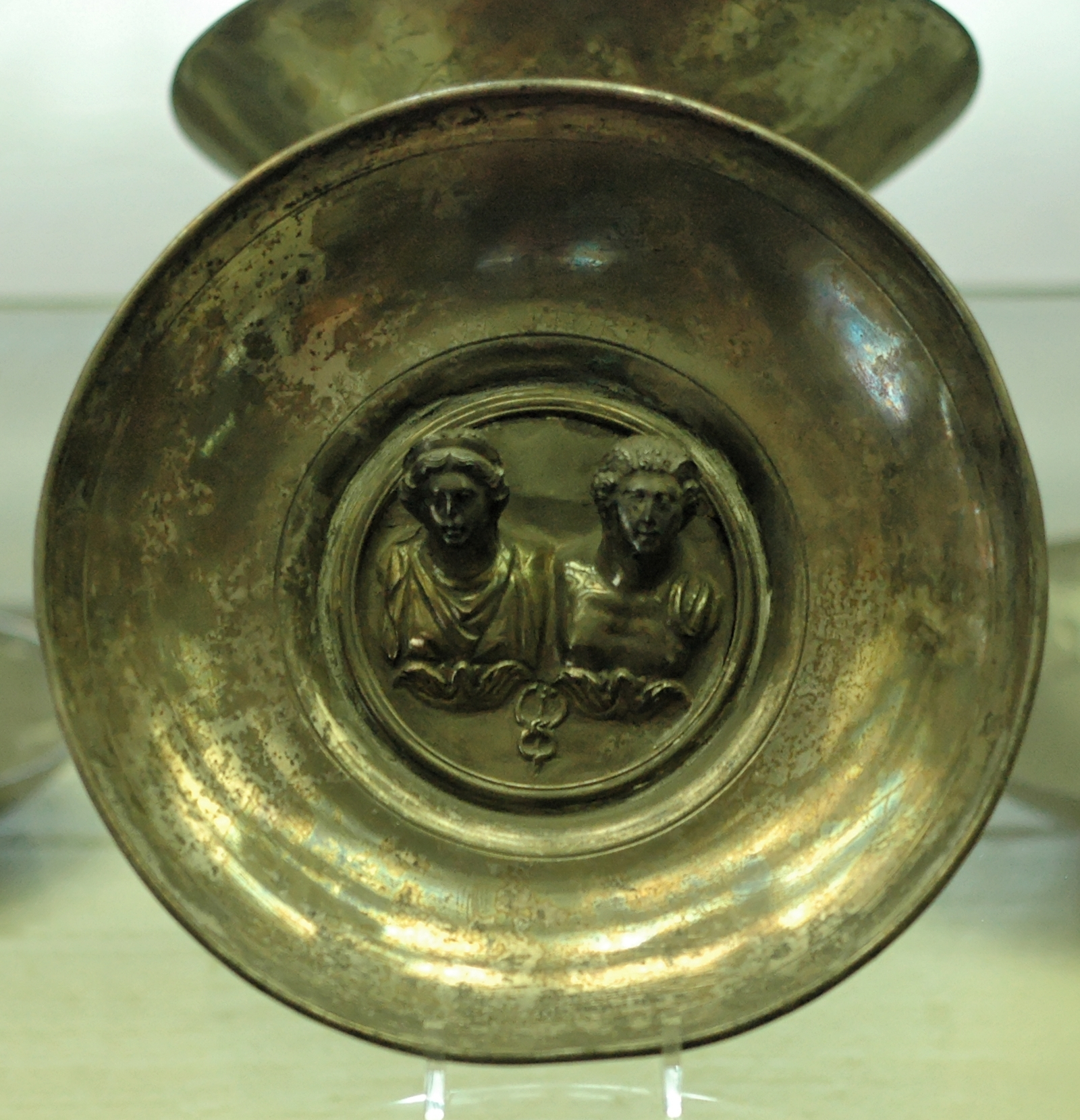
Maia und Mercurius

Die dritte Scheibe befindet sich in der Phiale 14. Sie zeigt die Büsten von Mercurius und Maia unter ihnen einen Hermesstab.

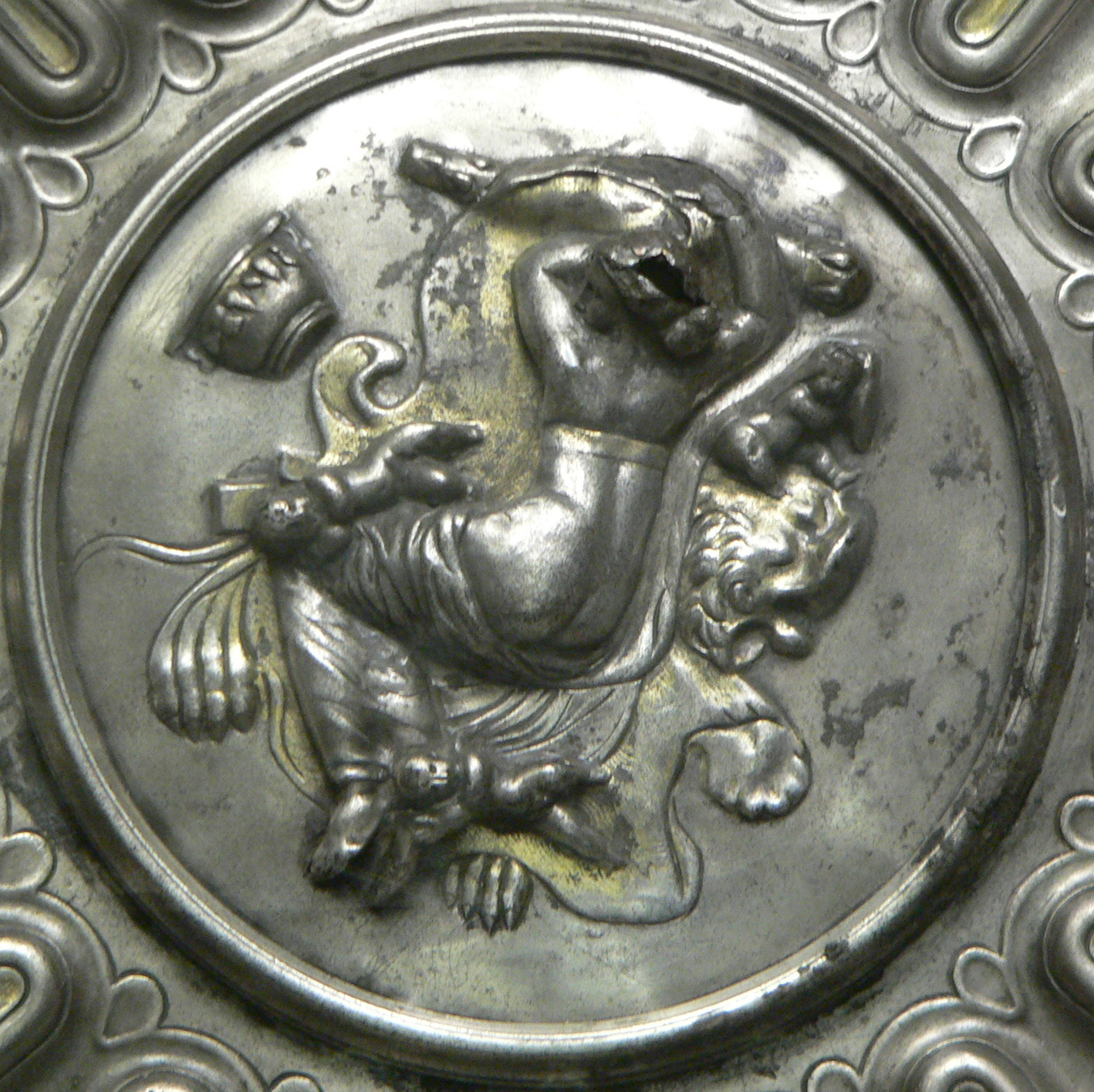
Die schlafende Omphale

Die vierte Scheibe gehört zu Phiale 13. Sie zeigt eine schlafende Omphale umgeben von drei Eroten auf dem Fell des nemeischen Löwen. Ihr Kopf ruht auf der Keule des Herkules.
27. Zwei silberne Oinochoen, die mit Bossierungen verziert sind, die an Bienenwaben erinnern. Eine trägt die Inschrift: Mercurio. Sacr. Maxuminus. Carantini.
28. Eine kleine silberne Votivtafel mit der Inschrift: Q.B.S.V.S.L.M.
29. Eine glatte Vase von der nur der obere Teil erhalten ist, mit der Inschrift: Mercurio. Aug. Camulognata. Coigi. Filia. V. S. L. M. Camulognata ist ein gallischer Name und erinnert an den Namen des Aulerci-Anführers Camulogene, der in Caesars De bello Gallico erwähnt wird.

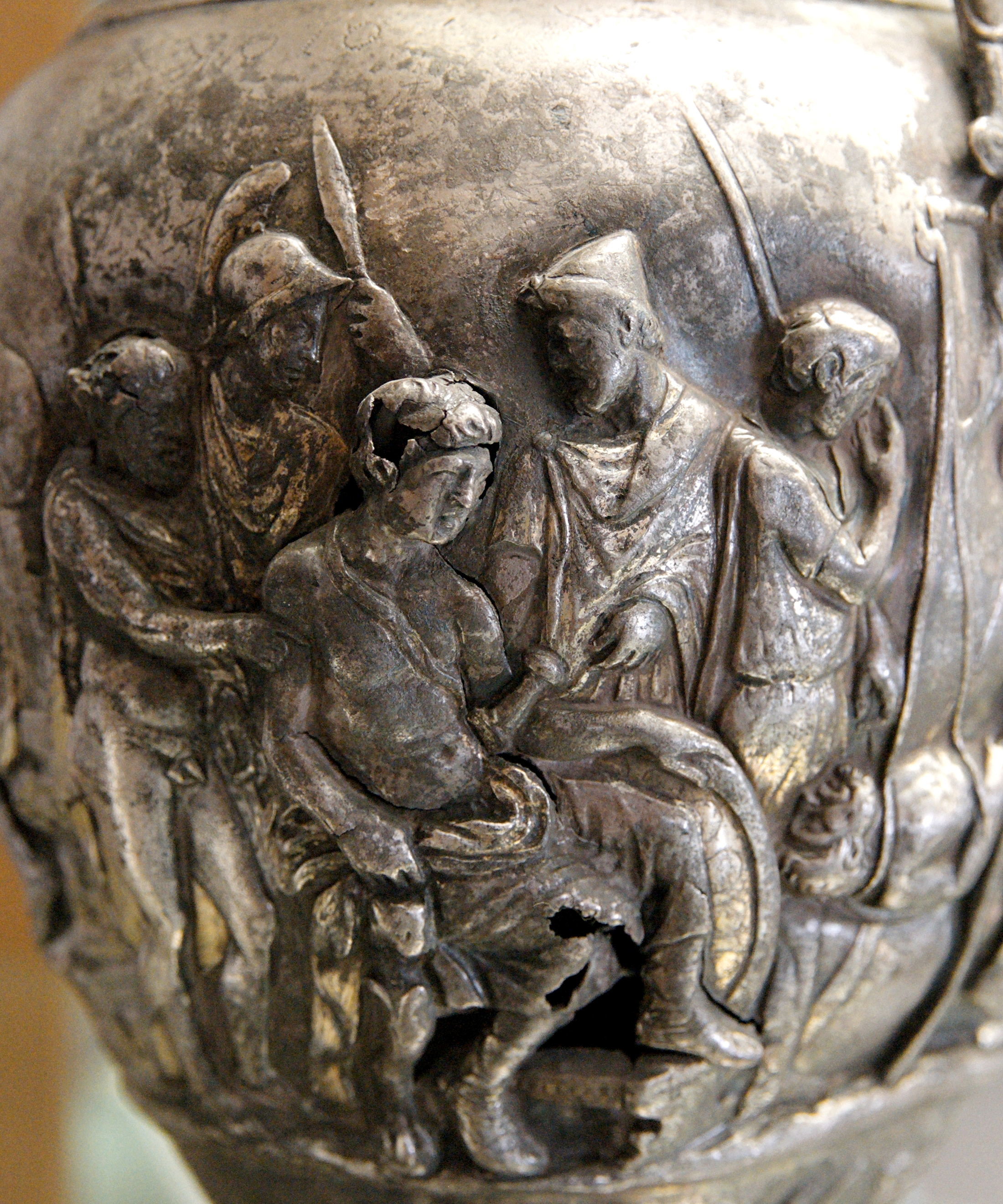
Achilleus beweint Patroklos

30. Auf zwei Oinochoen aus getriebenem Silber aus dem 1. Jahrhundert sind Szenen aus den homerischen Epen dargestellt, der Tod des Patroklos, der von Achilleus beweint wird, und der Tod des Hektor. Achilleus steht über Hektors Leiche und eine Victoria reicht ihm einen Lorbeerkranz, dann schleift er den toten Körper des Hektor um das Grab des Patroklos. Und schließlich der Tod des Achilleus, der vom Pfeil des Apollon getroffen wurde.

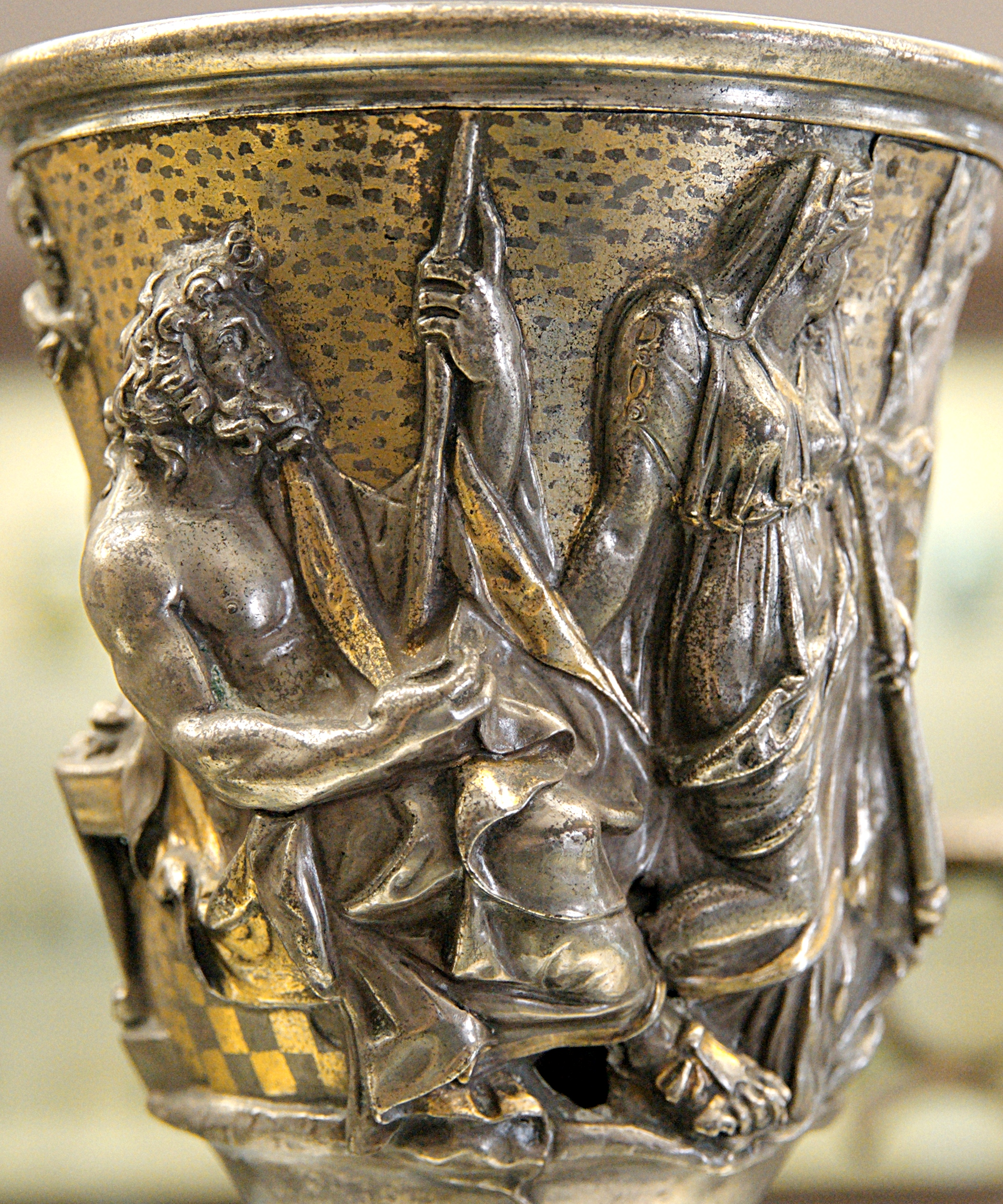
Poseidon und Demeter bei den isthmischen Spielen

31. Ein Becher aus dem 1. Jahrhundert mit Darstellungen der isthmischen Spiele, mit griechischen Göttern und einem Sieger der Spiele. Poseidon sitzt neben der stehenden Demeter und beide schauen in Richtung der sitzenden Nymphe Peirene, die ihrerseits mit einer Hand den Flügel eines Pegasos berührt. Der Pegasos trinkt aus einer Quelle, in deren Hintergrund man den Berg des Akrokorinth sehen kann auf dem ein Tempel steht. Neben dem Pegasos steht ein mit Fichtenzweigen bekränzter muskulöser bartloser Mann, der mit der rechten Hand ein Gewand festhält und mit der Linken eine Siegespalme umfasst, die auf einem Tischchen steht. Der Kranz aus Fichtenzweigen war das Zeichen des Siegers bei den isthmischen Spielen. Der Becher trägt die Inschrift: Mercurio. Augusto. Q. Domitius Tutus. Ex Voto.

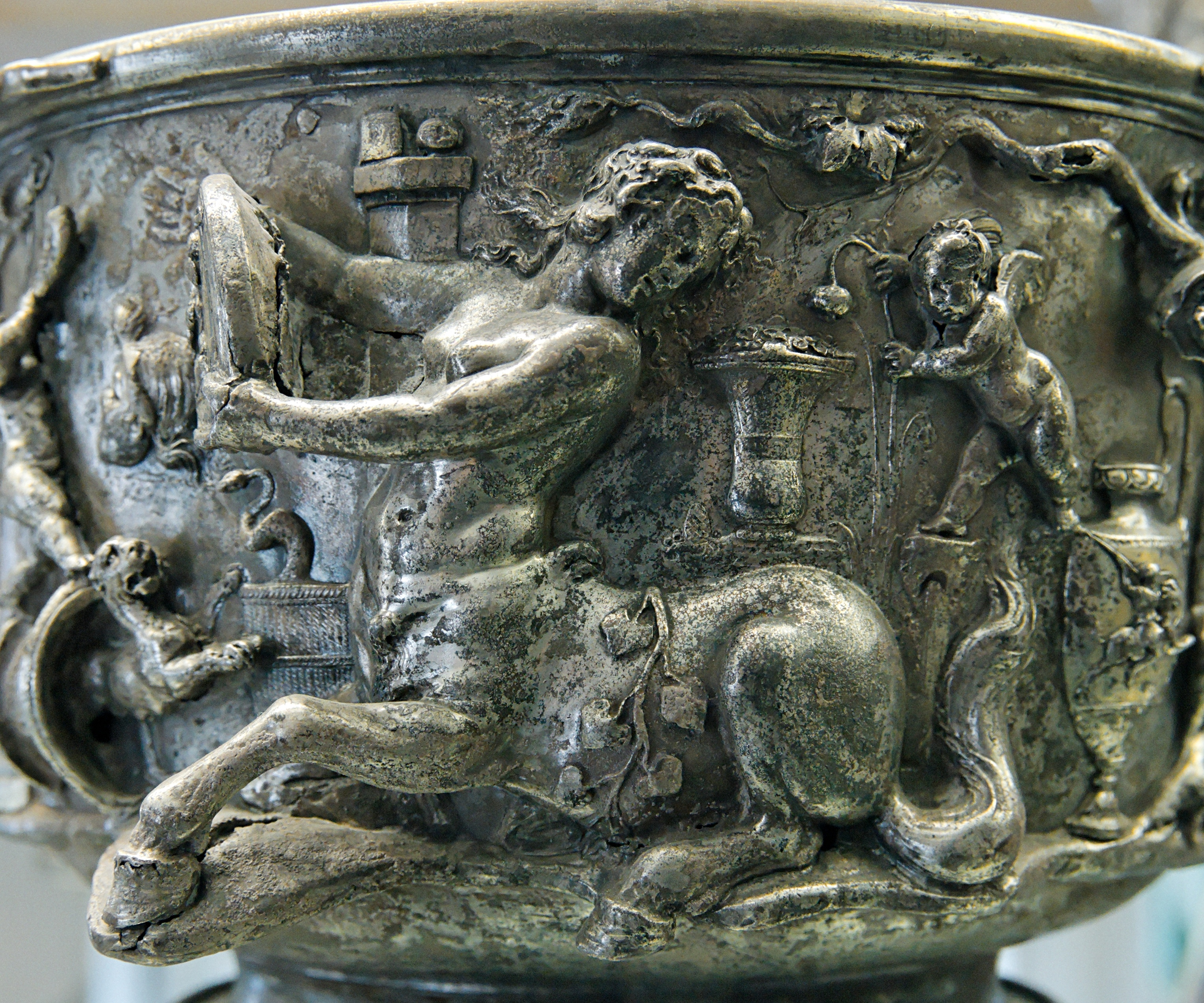
Kentaurin, die einen Spiegel hochhält

32. Auf zwei Skyphoi (Trinkschale mit Henkeln) aus getriebenem Silber, aus dem 1. Jahrhundert, werden männliche und weibliche Kentauren dargestellt, jeweils ein männlicher Kentaur auf einer Seite und auf der anderen ein weiblicher. Diese Skyphoi sind mit ihren dionysischen Motiven ein bedeutendes Beispiel für luxuriöse private Gebrauchsgegenstände der Zeit des Endes der römischen Republik und Beginns der Kaiserzeit.

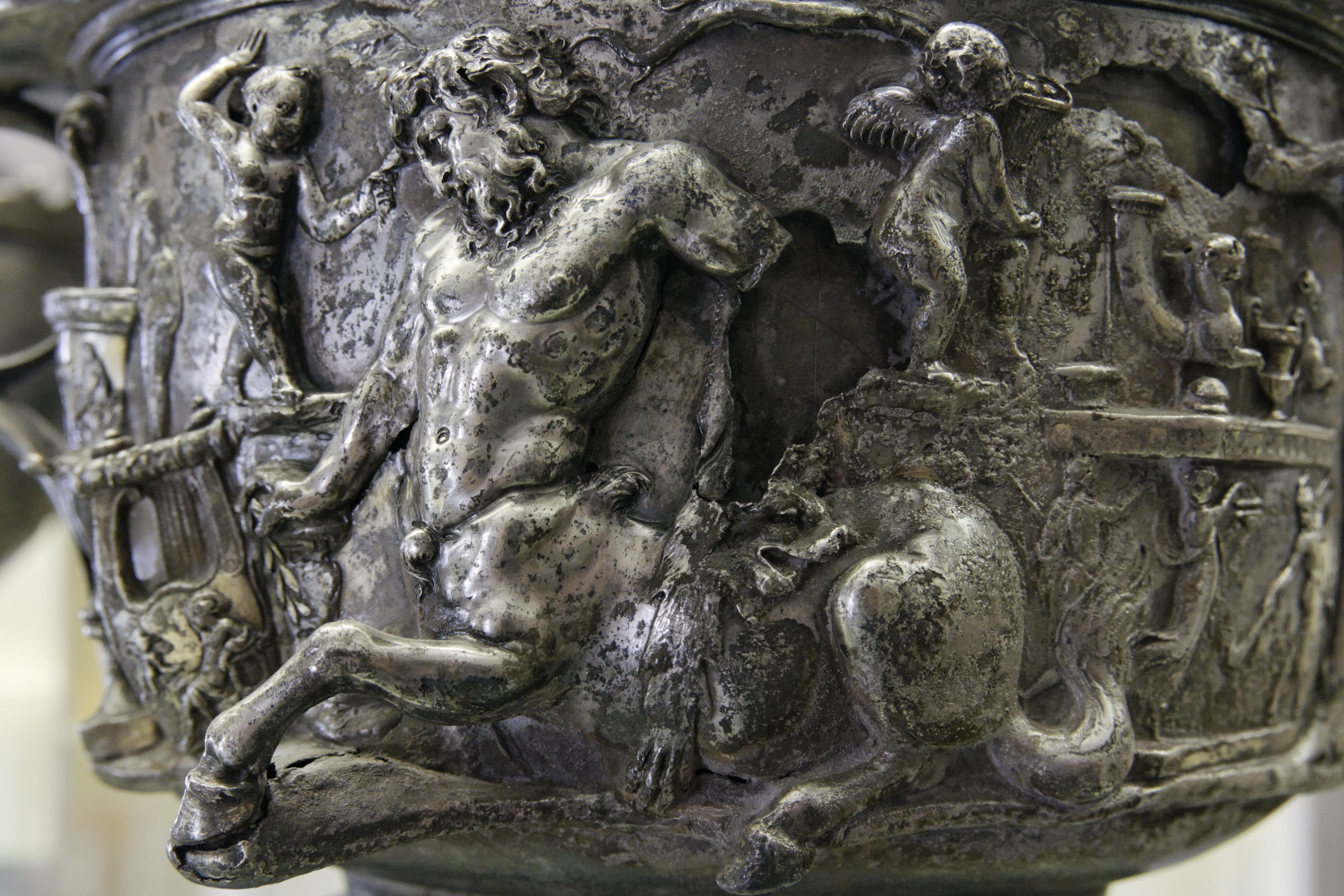
Ein Eros zieht an den Haaren eines Kentaur

Auf dem einen Skyphos befindet sich ein bärtiger Kentaur, der mit einem Eroten (Putto) schäkert, der ihn an den Haaren zieht, ein anderer Erot hält einen Korb mit Früchten, daneben taucht ein jugendlicher Satyr (Waldgeist) seine Hände in fließendes Wasser. Ihm gegenüber hält eine Kentaurin einen Spiegel hoch, sie ist umwunden mit Efeu und wirft ihren Kopf zurück. Neben ihr sind zwei Eroten, der eine spielt Flöte und der andere pflückt Mohnblumen.

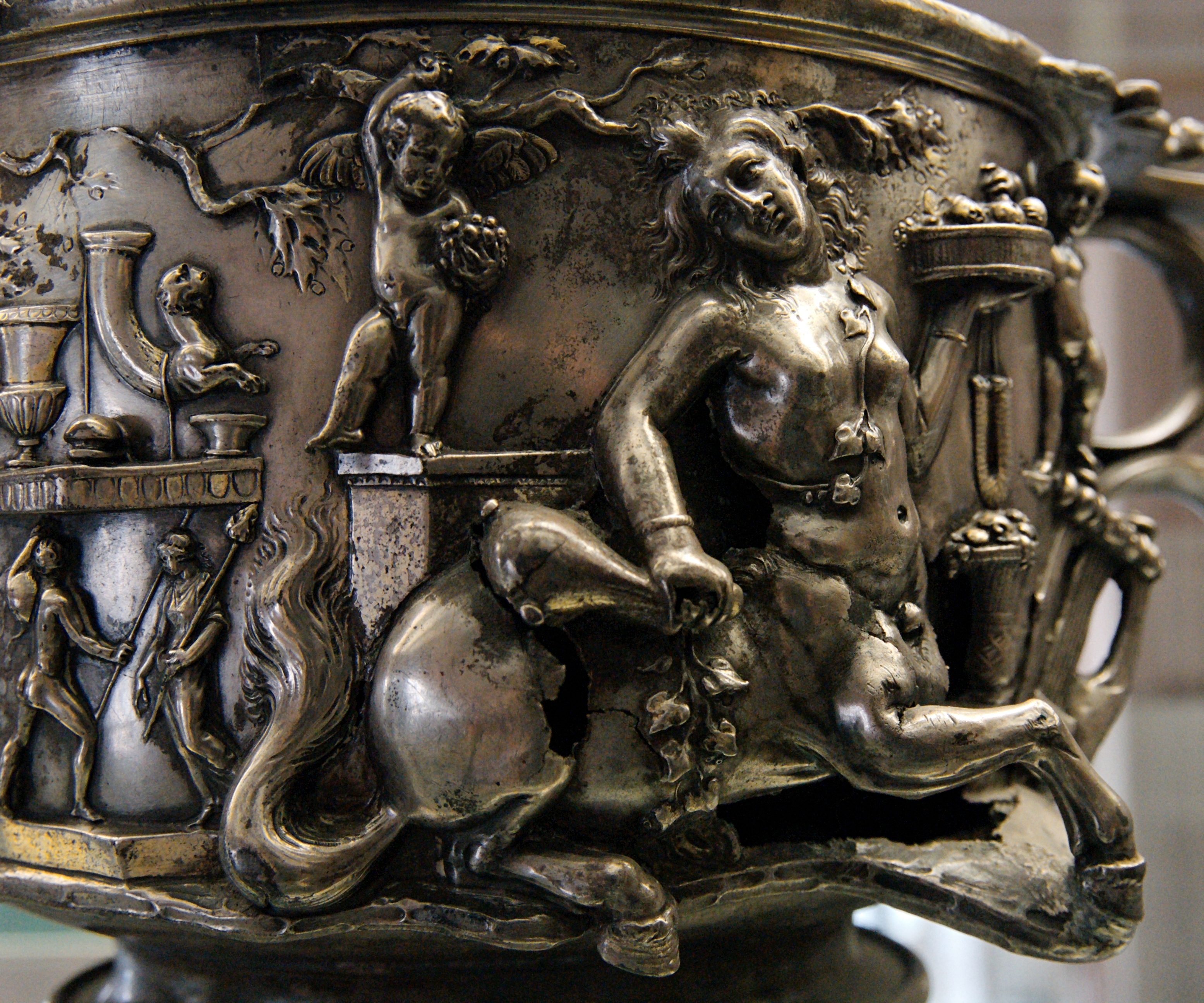
Kentaurin, die einen Korb mit Früchten hält

Auf dem zweiten Skyphos ist ein bartloser Kentaur mit aufgeblähten Wangen zu sehen, der ein Instrument spielt, das nicht mehr zu erkennen ist, neben ihm tollen ein paar Eroten herum, und die Kentaurin auf der ihm gegenüberliegenden Seite hält einen Korb mit Früchten.
33. Zwei Kantharoi, die mit drei weiblichen und drei männlichen Masken verziert sind, wobei die männlichen Masken Satyre oder Silene darstellen. Eine männliche Maske ist bartlos und hat spitze Ohren. In das Haar der weiblichen Masken sind Girlanden, Blumen und Bänder eingearbeitet.
34. Auf zwei Kantharoi werden vier Szenen dargestellt. Auf dem ersten Kantharos sind zwei Szenen mit einer halbnackten Frau und einem älteren Mann, der mit einem Mantel bekleidet ist, dargestellt. Die Frau hält eine zusammengerollte Schriftrolle. Vor ihr steht der Mann auf einer Scheibe mit astrologischen Motiven und hält einen Lituus (gewundenen Stab). In der zweiten Szene liest sie die ausgerollte Schriftrolle und der Mann stützt sich auf den Lituus. Auf dem zweiten Kantharos hält ein sitzender junger Mann den Lituus und die Schriftrolle, während eine Frau einen Zweig aus einer großen Vase zieht. In der zweiten Szene sitzt der Mann auf einem Sitz mit Löwenfüßen und hält die Schriftrolle, die auf seinem Knie aufliegt, und die Frau lehnt sich an eine Säule, während sie den Lituus in ihrer linken Hand hält. Der wahrsagerische Charakter der Szenen, wird durch mehrere Zippi (flache Stelen) verstärkt, auf denen Masken und Lyren liegen und Vasen stehen, die vereinfachte Gesichter darstellen, als würden sie auf polierten Oberflächen reflektiert, was auf Kristallomantie (genauer Katoptromantie) hindeutet. Der ältere Mann stellt den Propheten Teiresias und die Frau die Priesterin Pythia aus dem Orakel von Delphi dar. Die andere Frau ist Manto, die Tochter des Teiresias und ihr Sohn, der Seher Mopsos. Diese Deutung ist jedoch umstritten.